# Fahad Badr
Fahad Badr Tarish Jumah Barout Al Barout, noto semplicemente come Fahad Badr (in arabo فهد بدر‎?; Dubai, 9 marzo 2001), è un calciatore emiratino, attaccante dell'Emirates, attualmente in prestito al Baniyas.

## Carriera

### Club
Fahad Badr è nato a Dubai nel 2001 ed è cresciuto nel settore giovanile dell'Emirates. Ha fatto il suo esordio da professionista alla quarta giornata della UAE ADNOC Pro League 2021-2022, subentrando al settantanovesimo minuto della sfida contro l'Al-Jazira; Badr colleziona 17 presenze nella sua prima stagione, ma al termine della stagione l'Emirates termina all'ultimo posto la classifica e viene retrocesso. In UAE Division 1 trova più spazio nelle file dell'Emirates, ed al nono minuto della partita contro l'Al Arabi realizza il suo primo goal in prima squadra, contribuendo poi con altri 4 goal in 31 presenze alla promozione della squadra. Nella stagione 2023-2024 gioca 22 partite realizzando appena 2 goal in campionato sempre con la maglia dell'Emirates, giocando in squadra anche con la legenda spagnola Andrés Iniesta, però al termine dell'annata  la squadra viene nuovamente retrocessa.
Nel luglio del 2024 lascia per la prima volta l'Emirates, venendo girato in prestito per un anno alla squadra del Baniyas.

### Nazionale
Nel 2019 Badr veste per la prima volta la maglia degli Emirati Arabi Uniti, venendo convocato dalla Nazionale Under-17 di calcio degli Emirati Arabi Uniti per il Campionato Under-18 WAFF, dove gioca tre partite e conquista la medaglia d'argento finale.
Nel 2022 riceve la prima convocazione dalla Nazionale Under-23 per partecipare alla Coppa d'Asia AFC Under-23 2022 dove però scende in campo in una sola occasione; ma con la selezione under-23 Badr parteciperà anche alla Coppa d'Asia AFC Under-23 2024 ed a due edizioni del Campionato Under-23 WAFF.
Nel giugno del 2024 rientra nell'elenco dei convocati della Nazionale maggiore per la prima volta, facendo il suo esordio, il 6 giugno 2024, nel secondo tempo della partita vinta per 4-0 contro il Nepal.

## Statistiche

### Presenze e reti nei club
Statistiche aggiornate al 19 settembre 2024.
| Stagione        | Squadra         | Campionato      | Campionato | Campionato | Coppe nazionali | Coppe nazionali | Coppe nazionali | Coppe continentali | Coppe continentali | Coppe continentali | Altre coppe | Altre coppe | Altre coppe | Totale | Totale |
| Stagione        | Squadra         | Comp            | Pres       | Reti       | Comp            | Pres            | Reti            | Comp               | Pres               | Reti               | Comp        | Pres        | Reti        | Pres   | Reti   |
| --------------- | --------------- | --------------- | ---------- | ---------- | --------------- | --------------- | --------------- | ------------------ | ------------------ | ------------------ | ----------- | ----------- | ----------- | ------ | ------ |
| 2021-2022       | Emirates        | PL              | 17         | 0          | CEAU+CdL        | 0+4             | 0+0             | -                  | -                  | -                  | -           | -           | -           | 21     | 0      |
| 2022-2023       | Emirates        | 1D              | 31         | 5          | CEAU            | 1               | 0               | -                  | -                  | -                  | -           | -           | -           | 32     | 5      |
| 2023-2024       | Emirates        | PL              | 22         | 2          | CEAU+CdL        | 1+0             | 0+0             | -                  | -                  | -                  | -           | -           | -           | 23     | 2      |
| 2024-2025       | Baniyas         | PL              | 10         | 0          | CEAU+CdL        | 2+1             | 0+0             | -                  | -                  | -                  | -           | -           | -           | 13     | 0      |
| Totale carriera | Totale carriera | Totale carriera | 80         | 7          |                 | 9               | 0               |                    | 0                  | 0                  |             | 0           | 0           | 89     | 7      |

### Cronologia presenze e reti in nazionale
| Cronologia completa delle presenze e delle reti in nazionale ― Emirati Arabi Uniti | Cronologia completa delle presenze e delle reti in nazionale ― Emirati Arabi Uniti | Cronologia completa delle presenze e delle reti in nazionale ― Emirati Arabi Uniti | Cronologia completa delle presenze e delle reti in nazionale ― Emirati Arabi Uniti | Cronologia completa delle presenze e delle reti in nazionale ― Emirati Arabi Uniti | Cronologia completa delle presenze e delle reti in nazionale ― Emirati Arabi Uniti | Cronologia completa delle presenze e delle reti in nazionale ― Emirati Arabi Uniti | Cronologia completa delle presenze e delle reti in nazionale ― Emirati Arabi Uniti |
| Data                                                                               | Città                                                                              | In casa                                                                            | Risultato                                                                          | Ospiti                                                                             | Competizione                                                                       | Reti                                                                               | Note                                                                               |
| ---------------------------------------------------------------------------------- | ---------------------------------------------------------------------------------- | ---------------------------------------------------------------------------------- | ---------------------------------------------------------------------------------- | ---------------------------------------------------------------------------------- | ---------------------------------------------------------------------------------- | ---------------------------------------------------------------------------------- | ---------------------------------------------------------------------------------- |
| 06-06-2024                                                                         | Amman                                                                              | Nepal                                                                              | 0 – 4                                                                              | Emirati Arabi Uniti                                                                | Qual. Mondiali 2026                                                                | -                                                                                  | 77’                                                                                |
| 11-06-2024                                                                         | Dubai                                                                              | Emirati Arabi Uniti                                                                | 1 – 1                                                                              | Bahrein                                                                            | Qual. Mondiali 2026                                                                | -                                                                                  | 82’                                                                                |
| 10-09-2024                                                                         | Al-'Ayn                                                                            | Emirati Arabi Uniti                                                                | 0 – 1                                                                              | Iran                                                                               | Qual. Mondiali 2026                                                                | -                                                                                  | 85’                                                                                |
| 21-12-2024                                                                         | Al Kuwait                                                                          | Qatar                                                                              | 1 – 1                                                                              | Emirati Arabi Uniti                                                                | Coppa delle nazioni del Golfo 2024 - 1º turno                                      | -                                                                                  | 90’                                                                                |
| Totale                                                                             |                                                                                    | Presenze                                                                           | 4                                                                                  |                                                                                    | Reti                                                                               | 0                                                                                  |                                                                                    |